# Música (revista)
Música, Revista de Artes  publicou-se com periodicidade mensal entre  15 de Julho de 1924 e Janeiro de 1925, dirigida por Gastão de Bettencourt e João de Campos Silva. Trata-se de uma revista de música clássica por excelência, cujo conteudo gira à volta do tema, seja através de notícias sobre temporadas de óperas e concertos; compositores e suas obras; letras de músicas; pequenos artigos e alusões a outras artes (teatro, cerâmica, azulejo etc.); e anúncios de instrumentos musicais. Na colaboração desta revista surgem os nomes de Luís de Freitas Branco, Nogueira de Brito, Ivo Cruz, Tomás de Lima, António de Cértima, Adolfo Salazar e Américo Cortês Pinto entre outros. Coube a Martins Barata a ilustração da revista.